# Ozola convergens
Ozola convergens är en fjärilsart som beskrevs av W. Warren 1905. Ozola convergens ingår i släktet Ozola och familjen mätare. Inga underarter finns listade i Catalogue of Life.